# Kislaposnok község
Kislaposnok község (románul: Comuna Lăpușnicel) község Krassó-Szörény megyében, Romániában. Központja Kislaposnok, beosztott falvai Cseherdős, Porhó.

## Népessége
A 2011-es népszámlálás adatai alapján a község népessége 1081 fő volt.